# Иван-Озеро (Тульская область)
Иван-Озеро (Иванъ-Озеро, Ивановское) — село в Тульской области России.
В рамках административно-территориального устройства входит в Иван-Озерский сельский округ Новомосковского района, в рамках организации местного самоуправления входит в муниципальное образование город Новомосковск со статусом городского округа.

## География
Расположено в трёх километрах к северо-востоку от города Новомосковска, в 49 километрах к востоку от Тулы, 34 километрах от Венева и 195 километрах от Москвы.
Протяженность села с севера на юг (ул, Набережная) более 650 метров, с запада на восток (ул. Молодёжная) — более 550 метров.
Рельеф
Село расположено на склоне одного из холмов Среднерусской возвышенности Восточно-Европейской равнины, на высотах от 180 метров выше уровня моря (берег Шатского водохранилища) до 210 метров (верхняя часть села).
Почвы
На территории села господствует почва — чернозём.
Гидрография
Село Иван-Озеро находится на берегу южной части Шатского водохранилища, ранее располагалось на берегу одноимённого озера. Когда-то из него вытекали две реки Дон и Шат.
В «Атласе Тульского наместничества», на чертеже «План каналов, которые идут от Иван-озера по реке Дону и реке Шату», созданном не позднее 1775 г. видно окружённое дамбами озеро неправильной формы (100 саженей в длину и ширину 70 саженей (216 и 151 метр соответственно)
В 1895 году при исследовании истока Дона гидротехническим отделом под руководством профессора Ф. Г. Заброжека было установлено, что из Иван-озера на юг по направлению к Дону никакой ручей не вытекает. Озеро это в межень своими водами Дона не питает, вешние же воды текут в р. Шат и лишь избыток их иногда направляется в долину Дона (Вестник Воронежского государственного университета, 2000 г., N1). В XVIII—XIX веках существовала грунтовая дорога, связывавшая село с деревней Колодезное и тогда уже русла Дона не было.
Само Иван-озеро было карстового происхождения, небольшое и даже не заслуживало названия озера. Его длина была 100—160 саженей (1 сажень равна 2,13 метра), а ширина — 75 саженей. В августе 1895 года глубина была 0,75 саженей, берега топкие. Берега озера незаметно сливались с долинами Дона и Шата и составляли как бы единое целое (Легун А. И., Воронежско-ростовский водный путь. Воронеж, 1909).
В 1932 году, после сооружения глухой железнодорожной насыпи, Иван-озеро перестало существовать, оно скрылось под водами одного из заливов Шатского водохранилища. Насыпь стала границей водораздела бассейна Атлантического океана (на юге), куда относится речная система Дона и бассейном внутреннего стока (на севере), куда относится Шат с речной системой Волги.
Поверхностные и подземные воды пополняют водохранилище. Берега водохранилища заболочены.
Климат
Климат умеренно континентальный, с чёткой выраженными сезонами года и значительными колебаниями температуры воздухаСредняя температура в январе −9-11 °C; июля +17+18 °C. Абсолютный температурный рекорд был установлен в августе 2010 года +39 °C; количество осадков 600—700 мм, коэффициент увлажнения равен 1 . Ближайшей метеостанцией является город Тула.
Растительность
Растительный покров представлен травянистой растительностью степи, а также искусственными посадками плодовых приусадебных деревьев (груша, яблоня, вишня, слива, черешня), так и деревьями лесостепи: тополь, берёза, осина, ива. В годы ВОВ село полностью лишилось древесной растительности и было сожжено. В начале XXI века, увеличение лесистости села связано с зарастанием территории фермы клёном ясенелистным, осиной. Заболоченные берега Шатского водохранилища заросли рогозом, ряской.
Животный мир
Село расположено в ареале степных представителей фауны. На территорию заходят лисы, зайцы, ежи. В зарослях рогоза, в заливе Шатского водохранилища, гнездятся утка, серая цапля, строят хатки бобры.

## Население
| 2002 | 2010 |
| ---- | ---- |
| 119  | ↘103 |

## История
Первые письменные упоминания озера Иван относятся к IX веку. Принадлежат они Ибн Хордадбеху, историку при халифе Багдадском.
Село располагалось справа от дороги из Венева в Епифань, на юго-востоке озера и отстояло в 50 верстах от Тулы и 33 верстах от Венева. Приграничные сёла: Семёновское-Нюховкое, Бороздино, Спасское; дер. Колодезная (Большое Колодезное), Княжнина (Княгинино), Хмелевка (Огорева)
Большое влияние на развитие деревни оказало строительство Ивановского канала (1702—1720), который открывал водный путь из центра России к Чёрному морю, соединив реки Оку и Дон через Иван-Озеро. Назначенный руководителем работ князь М. П. Гагарин к месту их проведения отправился из Москвы в июле 1701 года. Канал, находясь у Иван-озера, стал именоваться Ивановским. М. П. Гагарин работал в тесном контакте с центральными и местными государственными учреждениями Москвы, Тулы, Епифани. Делопроизводство вела существовавшая на Иван-озере канцелярия, архив которой не сохранился, но сохранились связанные со стройкой документы касающиеся вопросов обеспечения строительства материалами, оборудованием, инструментами, рабочими и специалистами. Чертежи проектных работ не сохранились, но в описании подьячего П. Поликострицкого говорилось: длина озера 96 сажень, поперёк 64 сажени, глубина 3 сажени (для сажени XVII в. — соответственно 207,4×138,2 и 6,5 метров). К октябрю 1701 года были прокопаны два ранее не существовавших участка русла и начато строительство третьего. Законченные участки имели протяженность 3,5 и 0,5 километров, глубину от 2,2 до 3,6 метра. В 650 метрах от естественного русла реки Дон было начато строительство ещё одного канала. Техническое руководство осуществляли голландские мастера. Работали из 15 уездов, было согнано 20 000 окрестных крестьян, колодники (осуждённые преступники), позднее на строительство стали поступать пленные шведы. В 1720 году работы на Ивановском канале были окончательно прекращены.
В семи верстах от Иван-Озера в саду помещика Ивакина установили памятник инициатору строительству канала — Петру I. Надпись на памятнике гласила: «Государь Пётр I в 1699 году проездом в село Иван-Озеро останавливался на том месте, забавлялся стрельбой из ружья, кушал квас». Памятник не сохранился, был разрушен во время революции.
Путевой дворец (государевы светлицы) 1701-1745 гг. На Иван-озере для царя были построены «государевы хоромы» ( именовавшийся в документах также «дворцом») - одноэтажный деревянный путевой дом. Задание, данное Гагарину, состояло в том, чтобы пребывать «у перекопного дела и у хоромного строения». Постройку приказано было иметь «во всякой готовности» уже в сентябре 1701 года (ГРАДА. Ф. 210. Ед.хр. 790. Л. 137,139). В Тульском и Веневского уездах, за 21 рубль с полтиною было куплено пять готовых к сборке срубов. К 6 сентября 1701 г. их стены были уже поставлены, к 16 сентября были готовы две печи и кровля.  Местоположение хором, указывается в сказке подьячего Разрядного приказа П. Поликострицкого, поданного им осенью 1701 г. после посещения Иван-озера. «Да у того ж озера с приезду по Московской дороге село Ивановское Юрьи Федорова сына Лодыженского, церковь Иоанна Предтеча от государевых хором саженях в 50 ж или больши, а до крестьянских дворов от церкви с полтораста и больши»
Зимой, 2 февраля 1703 года, по пути в Воронеж, осмотреть работы на канале, заезжал на Иван-озеро Пётр l
Сведения о постройке , забытой после приостановки канальных работ, можно встретить в письме Марка Лобкова 5 ноября 1720 г.(который указом Гагарина был в 1714 г. определён «на том озере у надзирания слюзного дела»)
29 ноября 1745 года в  Тульскую провинциальную канцелярию поступило доношение от Григория Мягкова и ещё трёх солдат, живших в селе Иван-Озеро Веневского уезда. Они сообщали, что сорок лет назад поступили на службу к князю Гагарину, который определил их «ко дворцу, и х казенному амбару, и к слюзам». По составленной описи значилось: « В селе Иван-Озере дворец: одна светлица мерою сажень пяти; потолоку, и полу, и крыши нет; одна стена, кроме трёх венцов, вся вывалилась, да в другой стене, где вхожея дверь, от той двери до угла стена вывалилась». Разрушенный дворец оставался деревянным, линейный размер был 5 саженей, т.е. 10,5 метров ( возможно здание было квадратным)
В период 1727—1925 гг. село находилось в составе Бороздинской волости Веневского уезда Тульской губернии на южной границе с Епифанским уездом.
С 1739 года действовала Иван-Озёрская таможня.
Первоначально в деревне Иван-Озеро была только одна стоящая на возвышенности Богатая слобода, но, по мере осушения болот, появлялись поселения и в низине. В 1761 году со строительством церкви на средства генерал-майора С. И. Боброва деревня стала селом Иван-Озеро. По преданию иконостас в церковь привезли из Иоано-Предтеченского монастыря. Вероятно, вследствие этого церковь получила название Иоано-Предтеченской. От церкви стали строиться новые слободы — Донская, Купеческая, Поповская и Вшивая Горка. Развивающееся село оказалось на перепутье очень значимых дорог, ведущих в Епифань, Богородицк, Венёв и Дедилов.
В 1771 году торг производился по понедельникам хлебом и всякими припасами, и крестьянскими изделием
По Генеральному межеванию от 1777 года во владении села было отмежевано 590 десятин 2360 саженей, в том числе под поселение священнослужителей 2 десятины 1920 саженей. По ревизионным сказкам село было не малолюдным (141 душа мужского пола). Население составляли преимущественно купцы, мещане, цеховые; крестьян было немного (они принадлежали генерал-майору Боброву, от которого перешли ВолковуШаблон:Которому). В приход входили Прудки, Хмелевая, Ширино.
В 1797 году в селе было 210 душ мужского пола.
По топографическому описанию Тульской губернии в 1803 г., в селе Ивановском, что близ Иван-озера, в 33 верстах от города, еженедельные торги бывают по понедельникам. Село сие надлежит господину генерал-майору Боброву. Некоторые из тульских и епифанских купцов имеют тут свои домы единственно для торговС 1820 году селом владел граф Бобринский.
В 1840 году приход Иван-озерской церкви было 595 душ мужского пола, в том числе в самом селе 263 души (80 купцов, 120 мещан, 12 военных, остальные — цеховые и дворовые люди).
Согласно «Списку населенных мест Российской империи по Тульской губернии за 1859 г.», село Иван-Озеро состояло из купцов и мещан, 61 двор, 243 мужчины, 237 женщин, всего 480 человек.

В Географическо-статистическом словаре Российской империи под редакцией П. П. Семёнова Тян-Шанского, 1865 г., 2 том, стр. 304, приводится описание: 
Иван-озеро (Ивановское), озеро, Тульской г., на границе Веневского и Епифановского уу., в 33 верстах от Венева и в 27 верстах от Епифани; на берегу, принадлежащем Веневскому уезду, расположено с. Иван-озеро с 481 душами об. п., 61 двор, а на стороне Епифановского уезда д. Колодезное с 760 душами об. п., 80 дворов. Озеро лежит в болотистой равнине и имеет в длину до 100 саж., в ширину до 60. Оно замечательно только тем что из него вытекают реки Дон и Шат, приток Упы. Верховья этих рек соединены каналом, по которому судоходство никогда не производится. Канал прорыт при Петре I, желавшем соединить Дон с Окою (через Шат и Упу). Близ озера находится пласт каменного угля, толщиною 1 1/2 фута.
В 1870 году Именная ведомость Веневскаго уезднаго Полицейскаго Управления питейным заведениям, находящимся в г. Веневе и уезде онаго, осмотренным полицией, согласно Предписанию г-на Тульскаго Губернатора от 16 января 1870 года за № 9 значился купец Андрей Афанасьевич Чеков
Тульские епархиальные ведомости за 1870 N13 сообщали о состоянии народных училищ за 1868-9 учебный год «Въ селе Иванъ—Озере училище достаточно снабжено книгами и всеми учебными пособіями отъ общества проживающихъ тамъ купцовъ».
В ночь на 7 августа 1877 году в селе случился пожар, который уничтожил почти все дома. После пожара в селе числился урядник, так как местные жители опасались новых поджогов и беспорядков на этой почве. К концу XIX века в селе было около ста домов, церковно-приходская школа, но потихоньку село беднело.
Общественная жизнь в селе в 1885 году, была представлена церковно-приходским попечительством во главе с местным священником С. В. Яворским, которое способствовало открытию школы, отделения свечного склада, приобретению пожарных принадлежностей, изобрело ежегодные средства и с помощью их вело постройку новой каменной колокольни.
На 1 июля 1887 года следуя Ведомости «О лицах состоящих в должности полицейских урядников в Веневском уезде к 1 июля 1887 года» — в селе служил урядником нижегородский мещанинин Дмитрий Андреев Жуков.
В энциклопедическом словаре Ф. А. Брокгауза и И. А. Ефрона приводится описание озера и села:

Иван-озеро или Ивановское — Тульской губернии, на границе Венёвского и Епифанского уездов. Расположено среди холмов; в длину имеет 100 саж., а в ширину 60 саж. Высота места 713 фт. Высота воды 83,8 с. Из него в двух различных направлениях вытекают реки: Дон и Шат, прит. Упы. На двух берегах его селения Иван-озеро и Колодезное, принадлежащие названным уездам; в 6-ти верстах к Югу известное село Бобрики, с богатыми каменноугольными копями.
— Энциклопедический словарь Ф. А. Брокгауза и И. А. Ефрона. — СПб.: Брокгауз-Ефрон, 1890—1907.
В 1890 г., венёвским мещанином Дьяконовым, исходатайствовано открытие в селе двух-недельной рождественской ярмарки. Главная ярмарка в Веневском уезде проходила в течение 15 дней в январе Село быстро разбогатело, на которые собирались торговые люди из Тулы, Рязани, Белёва, Венёва, Новгорода, Ростова и из Москвы. На рождественских ярмарках торговали только лошадьми. Некоторых чистокровок привозили из Польши и Германии.

В начале 1890-х годов по описанию А. И. Миловидова «село состояло из четырёх небольших слобод с уклоном к Дону, образуя площадь неправильной трапеции, середину которой занимают лавки, амбары, трактиры. В возвышенной части села на бугре стоит церковь отражаясь в мутных водах Ивановского озера»
Храм Иоанна Предтечи
Ранние свидетельства о храме. Храм в селении Иван-Озеро существовал с самого начала XVIII века. Он упомянут в сказке подъячего Разрядного приказа П. Поликострицкого, поданной им в Разряд осенью (октябрь) 1701 г. после посещения им Иван-озера. Описывая местоположение только что возведённых царских хором, подьячий указал «…Да у того ж озера с приезду по Московской дороге село Ивановское Юрьи Фёдорова сына Ладыженского, церковь Иоанна Предтеча от государевых хором саженях 50 ж или больши, а до крестьянских дворов от церкви с полтораста и больши»
Следующий документ о храме, это запись N66 в приходной и записной книге тульские крепостных дел от 28 января 1725 г. «дворянин Иван Павлович Бредихин продал Веневского уезда Есенецкого стана села Иванова Озера церкви Иоанна Предтечи попу своих дворовых крепостных людей — семью из четырёх человек (мужа, жену, двоих детей)»
Деревянная Иоанна Предтеченская церковь села по исповедным росписям известна с 1739 года.
Ещё одно упоминание о храме, относится к 25 июня 1746 г., когда Лодыженским подано прошение об обновлении постройки от Веневского духовного правления в Коломенскую духовную консисторию под N17 в селе Ивановское Озеро церковь Рождества Иоанна Предтечи. Приход: 44 двора, 246 прихожан мужского пола, 214 женского пола.
Каменный храм в селе, во имя Рождества Иоанна Предтечи, построен в 1761 году тщанием и коштом генерал-майора Сергея Ивановича Боброва: иконостас в 1828 г. был заменён новым. Первоначальный иконостас, по преданию, был из Предтеченского Тульского монастыря, отчего храм и устроен во имя Иоанна Предтечи: за такое предание говорит и сравнительно кратковременное существование первого иконостаса.
В экономических примечаниях к Генеральному межеванию под N 502 от 15 октября 1777 г., описана дача «село Иван-Озеро владения генерал-майора Сергия Ивановича Баброва с выделенною церковной землею». О территории сообщается, что «дача оного села простирается по берегам озера Ивана и вытекающих из него рек Дон и Шата». О храме: «в оном селе церковь каменная во имя Рождества Иоанна Предтечи».
Расширение прихода (1839—1866 гг.) Храм отсосился ко 2 округу Веневского уезда Тульской епархии. В 1857 г. Иван-Озерский приход на первых порах состоял из самого села (431 прих.) и деревень: Хмелевой (в 2 верстах- 477 прих.), Прудков и Ширина; два последних селения отошли от Иван-Озерского прихода: Ширино до 30 годов, а Прудки в начале 40-х годов. На место их в 1839 году присоединилась деревня Княгинино (в 3,5 верстах — 473 прих.), отделившаяся от села Каменки, а в 1866 году д. Колодезная (0,5 в. 594 прих.) бывшая в приходе с. Бобрик. Притча по штату положено быть: священнику, диакону и псаломщику: но в действительности он состоит из священника и двух псаломщиков. В пользу церкви имеются два с четвертью вечного вклада билета по 50 руб.
Реконструкция трапезной и устройство придельной церкви (1861—1864 гг.) В 1860-х гг. село Иван-Озеро имело каменную церковь с одним престолом и деревянную, на 4-х столбах колокольню. Имелась небольшая трапезная деревянная церковь, с тремя окнами, крытая тесом. В 1861 году прихожане решили свою церковь «распространить» путём реконструкции трапезной — устроив на её месте придел во имя иконы Казанской Божьей Матери (попечителем постройки был избран церковный староста веневский купец Иван Иванович Рожков). К работам приступили в июле 1862 г. Старую трапезную сломали и на её месте соорудили новую. Кладку завершили в сентябре 1863 г. По благословению владыки Никандра 25 октября 1864 г. Казанский придел был освещён протоиереем Тульского кафедрального собора Михаилом Петровичем Мерцаловым. В числе купеческих фамилий, сыгравших ведущую роль в постройке каменной трапезной церкви участвовали Ф. А. Артемьев, Киселевы, Дьяконовы.
Церковное кладбище Вопрос о расширении и переносе церковного кладбища возник в мае 1879 году, в связи с рапортом священника иванозерского храма Иоанна Миловидова в Консисторию. Автор сообщал, что сельское кладбище «сделалось совершенно неудобопоместительным и тесным к погребению» и существует с начала XIX в. Местоположение кладбища «от иванъозерской церкви отстоит в семидесяти саженях, а от жилых построений в пятидесяти саженях». Освидетельствовавший кладбище веневский священник Филипп Протопопов составил акт в котором указывались размеры: 21*20 саженей (420 кв.саж.). 30 октября 1879 г. Тульская Духовная консистория вынесла определение «предписать веневскому уездному исправнику о немедленном отводе нового кладбища для погребения умерших в селе Иван-Озере» Новый участок кладбища был определён в 150 метрах от старого, в пределах которого производились захоронения в конце XIX в. В XX в. оно было расширено вплоть до окраин колхозных дворов.
Церковно-приходская школа, существующая с 1884 года выстроенная на средства графа А. В. Бобринского, занятия начались с 3 февраля 1885 года (76 уч. 1888 г.) За 1888/9 учебный год, в школе обучалось 79 уч.(53 мал.; 26 дев.), законоучитель Стефан Яворский (местный священник); учитель Иосиф Преображенский (воспитанник Тульской духовной семинарии)
Строительство каменной колокольни (1887—1891 гг.) В июле 1887 г. на имя архиепископа Тульского и Белевского Никандра подано прошение о строительстве каменной колокольни. В сентябре 1887 г. проект колокольни был утверждён и начались закупки строительных материалов. В 1889 г. вследствие неправильной кладки колокольни в стенах трапезной возникли «угрожающия опасностию» трещины- работы приостановились. Строительство было возобновлено 17 мая 1891 г.
Количество жителей в приходе (по данным клировых ведомостей 1915-16 гг.) −1207 м и 1274 ж., всего 2481 жителей, в том числе село Иван-Озеро (70 дворов, 181 муж.,178 жен.); д. Княгинино (105 дворов, 352 муж., 390 жен.); д. Колодезная (104 двора, 348 муж., 374 жен.);д. Хмелевка (103 двора, 326 муж., 332 жен.).
Свещенно — и церковнослужители Иоанна Предтеченского храма (1725—1934 гг.)
Священники: Фёдор Андрианов (1725); Кирилл Симеонов (1748—1777); Михаил Алексеев (1797,1797,1803); Иван (Иоанн) Фёдоров (1805,1816,1820); Иван Александров Головин (1832,1841,1844); Иоанн Киров Миловидов(1844—1879); Стефан Васильев Яворский (1880—1915); Иоанн Алексеевич Сретенский (1915); Николай Иванович Остроумов (1922—1926); Георгий Павлович Вознесенский (1934 г.)
Диаконы: Андрей Малофеев (1777); Фёдор Иванов (1797); Алексей Родионов(Иродионов)(1810—1818); Иван Алексеев Генерозов (1832—1863); Павел Степанов Вознесенский (1862—1880); Иван Архипович Тягунов (1915—1928)
Церковнослужители: дьячки Иван Кирилов (1777); Алексей Афанасьев Генерезов (1797—1830); Василий Яковлев (1830—1850); Иван Васильев Георгиевский (1855—1900)
Пономари, псаломщики: Родион Иванов (1779—1788); Алексей Родионов (1788—1805); Климент Каллистратов (1816—1823); Косма Семёнов (1823); Иван Александров Чистов (1829—1850); Павел Степанович Вознесенский (1864); Александр Андреев Лебедев (1864—1900); Константин Лазаревич Киндяков (1901—1908); Александр Афанасьевич Терехов (1915—1916 г.)
Старосты: 1864—1866 г. — венев. купец сын Иван Иван. Рожков; 1884 г. — Тит Тимофеевич Громыхалин, Антон Никитич Кополев, Харитонов Иванович Полукаров; 1886 г. — Николай Кохин; 1893—1901 гг. — Михаил Васильевич Дьяконов; 1906—1908 гг. — Владимир Иванович Дьяконов; 1915 г.- Михаил Иванович Турин; 1925 г. — К.Антошкин.
Учителя: Лебедев Василий(1865); Честов Василий Иванович(1873); Воскресенский Пётр Иванович (1874-1881); Феологов Митрофан Фёдорович (1881-1883); Злыгарева Лидия Ивановна (1899-1902); Гусева Мария Ивановна (1900); Комаров Павел Трифонович (1900); Фросин Игнатий Ильич (1900); Яворская Зинаида Степановна (1900); Панюков Илья Борисович (1902-1908); Леонардов Михаил Иванович (1908); Преображенская Вера Николаевна (1908); Секундова А.И. (1908); Копушкина Анастасия Григорьевна (1909-1911); Тихонова Е.С. (1910-1911)
До 1917 года
Иван-Озеро было богатым селом о чём свидетельствуют списки в 1901, 1906 гг
Бобринский Алексей Алексеевич (граф) — торговая(базарная) площадь на земле Графа.
Бритарев Михаил Осипович
Васильков Алексей Васильевич — бакалейная лавка.
Громыхалин Тит Тимофеевич
Гусельников Петр Иванович
Добриянов Гавриил Иванович — бакалейная лавка.
Дьяконов Владимир Иванович — бакалейная лавка.
Кожин Николай Фёдорович — бакалейная лавка.
Колосов Терентий-маслобойка.
Максимов Ивсей Максимович — маслобойка.
Огурцов Николай Константинович-бакалейная лавка.
Понамарев Алексей Платонович-кожевенная лавка.
Ярцев Василий Иванович-мануфактурные товары.
В 1913 году в Списке меблированных комнат, гостиниц, всех трактирных заведений, чайных буфетов и пивных лавок по Веневскому уезду в селе Иван-Озере открыт трактир крепких напитков мещанином Василием Николаевичем Селезневым
Советское время 1917—1991 годы
Колхоз «Объединение» (1930—1941 гг.) В 1930-х годах из-за создания Шатского водохранилища, необходимого для функционирования Бобриковского химкомбината, большая часть села была затоплена, а вместе с ним и старое Иван-Озёрское кладбище. Иоано-Предтеченская церковь была разрушена.Тем не менее, в советское время Иван-Озеро продолжало собирать окрестное население на свои базары. В Сталиногорске они проходили по воскресеньям, а в Иван-Озере — по понедельникам
С началом коллективизации, на строительство колхозного двора были использованы остатки Ивановского канала (брёвна, известняк). Историк А. И. Миловидов в опубликованной в 1930 году работе упоминает об использовании в качестве строительных материалов остатков канальных сооружений местным населением. В 1930 г. в селе Иван-Озеро образован один из первых колхозов «Объеденение»Первым его председателем был избран А. И. Хазов, затем Крылов, Астапов. Первыми в артель записались Алексей Фомич и Анна Романовна Чувикины, Дмитрий Иванович и Ксения Григорьевна Соболевы. Первыми доярками были А. Р. Чувикина, Лукерья Трифоновна и Аграфена Иосифовна Тарасовы, первой телятницей — Фёкла Иосифовна Тарасова. В 1939 г. председателем избран Овчаров, но поворот в лучшую сторону наступил с приходом Ивана Филимоновича Панкина в сентябре 1940 года. Работа велась на полях (сеяли овёс, гречиху) и на молочнотоварной ферме в которой насчитывалось 70 голов крупного рогатого скота (заведующий М. П. Кожин, доярки В. А. Панюкова, Ф. И. Топтыгина).
Великая Отечественная война (1941-1945гг) В годы ВОВ, Сталиногорск  и район были оккупированы  17 дней- с 25 ноября по 12 декабря 1941 г. Комендантом села был назначен - обер-лейтенант Мюллер, 4-я рота 110-го пехотного полка. В ходе освобождения, в селе завязался бой с немцами,его освобождали бойцы 1111-го и 1013-го стрелковых полков 330-й стрелковой дивизии.  «11 декабря, после взятия Подхожего, полк повел наступление на Сталиногорск. На подступах к этому городу, у деревни Иван-Озеро, немцы пытались задержать наши части. В ночь на 11 декабря разгорелся бой. 1-й сб во главе со ст[аршим] лейтенантом Максаковымс хода обрушился на врага и начал уничтожать фашистов, засевших в каменных домах. Особенно смело и решительно вел себя в этом бою орудийный расчет лейтенанта тов. Шаклеина, награжденного за боевые операции орденом Красного Знамени. Бойцы 45-мм орудия (ныне награждены орденом Красной Звезды и медалью «За отвагу») и другие во главе со своим командиром Шаклеиным прямой наводкой уничтожили 2 пулеметные точки и несколько десятков фрицев. Через несколько часов деревня была взята».  Согласно донесениям о безвозвратных потерях 330-й стрелковой дивизии 9-12 декабря 1941 года в районе д. Иван-Озеро погибли и были первично похоронены 44 бойца, а еще 57 пропали без вести (часть из которых, по всей видимости, похоронены здесь же как неизвестные). По состоянию на 1944 год могила была огорожена деревянным частоколом. Согласно охранному свидетельству и легенде, составленным Новомосковским райсоветом и Новомосковским горвоенкоматом в 1972 году, останки воинов из деревни Большая Колодезная и села Иван-Озеро были перезахоронены в братскую могилу № 3 в деревне Малое Колодезное. По результатам проведенной в 2019 году выверке установленыновые имена похороненных здесь 53 бойцов и командиров 1111-го и 1013-го стрелковых полков 330-й  дивизии.
Колхоз «Объединение» (1941—1950 гг.) Во время оккупации село и колхоз пострадали больше всего, всё было сожжено. После освобождения, люди начали возвращаться, строиться, уже летом 1942 г. были возведены 26 изб, председателем избран вновь И. Ф. Панкин. В полях отличались в работе пахари-подростки Владимир Любцов, Дмитрий Чувикин и Николай Прокофьев. В 1943 г. был выполнен план комплектования фермы, общественное стадо насчитывало 47 голов. Много сил общественному скоту отдавали заведующая МТФ А. Г. Кожина, доярка Ф.Тарасова, телятница А. В. Чувикина. В 1945 г. председателем избран Конистров, наступил перелом в работе артели. Колхозники справлялись с уборкой, отличились в вязке снопов М. И. Кузнецова и Е. Т. Тишкина, на молотилке И. И. Захаров. Славились своим трудом Александра и Ольга Тарасовы, Мария Канаева. В 1948 г. в колхозе насчитывалось 80 голов КРС, 40 свиней, 103 овцы и 330 кур. По надоям лидировала Елизавета Гусева и Мария Канунникова. В 1949 г. председателем избрал Павел Иванович Овчаров, при нём работало пять ферм, выстроен новый клуб, каждый дом радиофицирован- колхоз стал передовым. С 20 декабря 1942 года по 27 марта 1957 года в составе Московской области, Сталиногорского район.
Колхоз «Объеденение»(1950—1990 гг.) В 1950 году в состав укреплённого колхоза «Объединение» вошли колхозы: «Тихий Дон», «Седьмой съезд Советов», «Победа», «Новый путь», «XVII партсъезд» и «Объединение». Он имел 1900 гектаров земельных угодий, председателем был П. И. Овчаров. С 1952 по 1962 гг. сменились председатели А. Г. Хохлов, А. И. Морсков, А. С. Юдин, И. К. Усенко, С. А. Тасенко. С 1962 по 1970 гг. председателем колхоза была Екатерина Иосифовна Елсукова, укрепила трудовую дисциплину, правление артели стало полноправным органом руководства. Благодаря содействию правления, приобретался кирпич, лес и другие материалы для строительства домов колхозников (трактористу Щагину, свинарке Клочковой, счетоводу Соболевой). В 1966 г. Е. И. Елсуковой присвоено звание Героя Социалистического Труда. В славную историю колхоза вписаны имена главного агронома колхоза Анны Андриановны Губановой, в 1972 г. ей присвоено почетное звание «Заслуженный агроном РСФСР», главный зоотехник Вера Георгиевна Третьякова, доярка Аграфена Иосифовна Тарасова, Анисья Григорьевна Кожина и др. Отличные привесы получали телятницы Марфа Романовна Панферова, Аграфена Николаевна Фролова, Тамара Ивановна Любцова, Галина Ивановна Соболева. На ремонтном стане главным инженером был В. П. Алексеев. С 1972 по 1976 гг. было построено три многоквартирных дома, где справили новоселье девять семей колхозников. В 1977 г. был введён в строй животноводческий комплекс — добротное кирпичное здание с множеством помещений (красный уголок, душевая, моечная, кладовая). С 1979 по 1982 гг. председателем был В. И. Несин, колхоз пережил трудные времена спада. В 1982 г. с приходом председателя Ивана Тимофеевича Беликова перевыполнена продажа хлеба государству, погашена задолженность, создан полный запас семян яровых культур. Возобновилось колхозное строительство: в 1983 г. было потрачено 300 тысяч рублей на асфальтированную дорогу от Малого Колодезного до Иван-Озера, построили нефтебазу, возвели кормоцех, силосные траншеи для хранения кормов, пять семей справили новоселье в новых панельных домах. Образцы труда на трамбовке силосной массы показали механизаторы В. Н. Комаров, А. М. Гришин и рабочий Д. Д. Чувикин. Много сил работе отдавали главный ветврач Сергей Дмитриевич Титяев, ветфельдшер Николай Александрович Нефедов, главный зоотехник Вера Дмитриевна Беляева. В 1986 году председателем стал Александр Сергеевич Петрищев. При нём получены рекордные урожаи зерновых 40,1 ц/га, выполнен план по продаже государству зерна, сахарной свеклы, мяса, молока. Сданы три многоквартирных дома. В феврале 1988 г. на отчетно-выборных собраниях колхозников, было принято решение о слиянии артели колхозов «Объединение» и «Третья пятилетка» в одно хозяйство «Истоки Дона», председателем правления был избран Т. Р. Абдуллаев. Село Иван-Озеро вошло в агроферму «Иван-Озеро», в состав которого были включены совхоз «Шат» и птицефабрика «Ширино». Чистый доход колхоза составил 668 тысяч рублей.
После 1991 года
После распада Советского Союза, значение колхоза стало ослабевать, здания ферм постепенно закрывались. Окончательно колхоз перестал существовать в конце 1990-х годов, когда местное население полностью разобрало стены зданий.
Летом 2002 года Шатское водохранилище было спущено для ремонта плотины, и историческая часть села оказалась временно на поверхности.
Современное Иван-Озеро — небольшое село, состоящее из двух улиц — Молодёжная и Набережная. К историческим постройкам относятся руины Иоано-Предтеченской церкви и колхозные коровники.
Село Иван-Озеро входит в Иван-Озёрский сельский округ с центром в селе Малое Колодезное и в составе населённых пунктов: посёлки Верходонье, Малиновский, Придонье; деревни Большое Колодезное, Княгинино и Хмелёвка. После упразднения Новомосковского района в 2008 году Иван-Озёрский сельский округ входит в состав муниципального образования город Новомосковск.
Архитектура
До начала 20 века, в селе преобладали одноэтажные деревянные постройки . Возведённие Иоано-Предтеченской церкви, церковно-приходской школы, поповского дома — стали каменными сооружениями Иван-Озера, сохранившиеся в обломках до наших дней.
В современном архитектурном облике, можно наблюдать одноэтажные каменные и блочные многоквартирные дома(верхняя часть села возведённые в 1970-80 годы) и частные (деревянные и каменные построенные после 1945 г.) дома. Двухэтажное строительство, стало направление последнего времени.